# Rzeżuchowa Polana

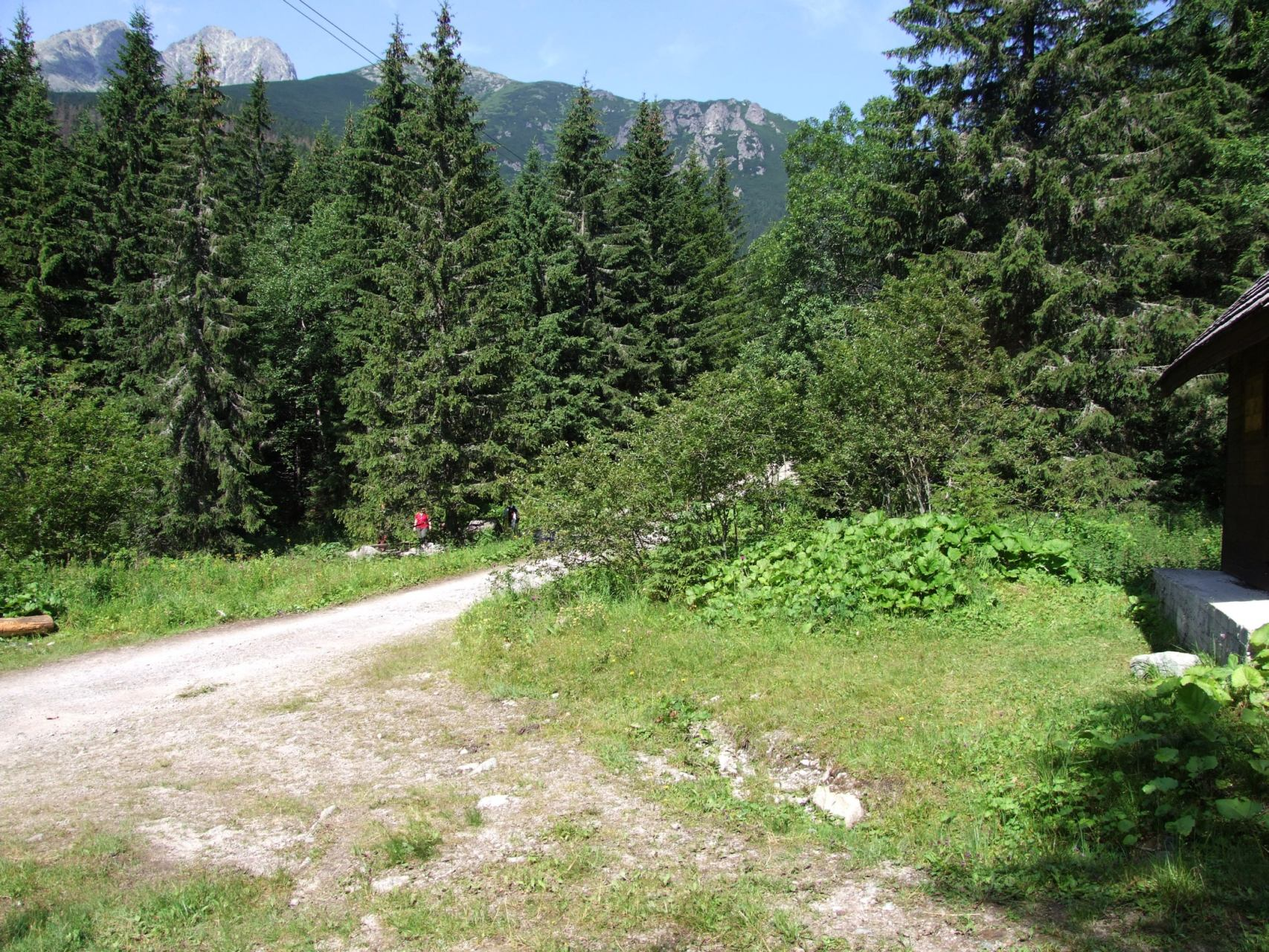
Rzeżuchowa Polana

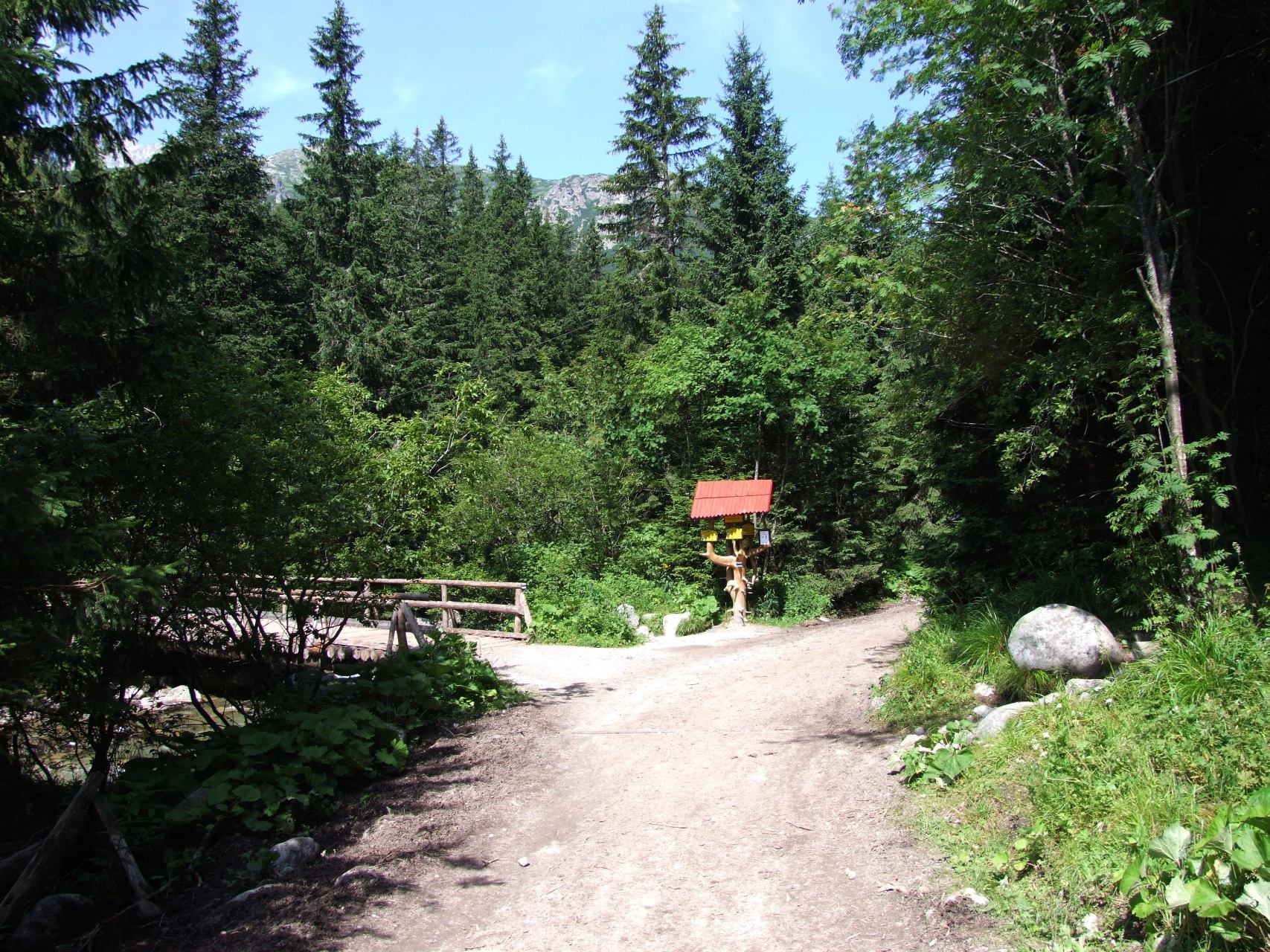
Rozdroże szlaków turystycznych

Rzeżuchowa Polana (niem. Kressenwiese, słow. Žeruchová poľana, węg. Zsázsa-rét)  – niewielka polana w dolnej części Doliny Kieżmarskiej w słowackich Tatrach Wysokich. Znajduje się przy lewym brzegu Białej Wody Kieżmarskiej, u stóp Steżek. Na polanie wypływa źródło zwane Zimną Studnią. Jest tłumnie odwiedzana przez turystów, ponieważ przechodzą przez nią często uczęszczane szlaki turystyczne biegnące w głąb Doliny Kieżmarskiej.
Nazwa Rzeżuchowej Polany wywodzi się od rosnącej tu rzeżuchy. Z polany fragmentaryczne widoki na Rakuską Czubę, Łomnicę i Kieżmarski Szczyt.

## Historia
W 1903 r. powstał tu mały schron dla turystów zbudowany przez MKE. Następnie kieżmarskie towarzystwo myśliwskie zbudowało tu niewielki domek, który był schronieniem dla myśliwych w czasie długich polowań. W 1927 r. zbudowano tu pierwsze prywatne schronisko, które znajdowało się nieopodal (już wtedy zniszczonego) domku myśliwskiego. Inwestorem nowego schroniska był Július Tardík, od którego nazwiska nazywano je Schroniskiem Tardíka. Po II wojnie światowej schronisko zostało przejęte przez dwie organizacje, najpierw KSTL, a następnie ROH. W 1958 r. zostało zburzone z racji złego stanu technicznego (do tego roku było przez kilka lat opuszczone).
Obok Rzeżuchowej Polany przy mostku przez Białą Kieżmarską Wodę znajduje się rozdroże szlaków turystycznych żółtego i niebieskiego (Rázcestie Salviový prameň). 150 m dalej, na prawym brzegu potoku jest drugie rozdroże – Kovalčíkova poľana (szlak żółty i zielony).

## Szlaki turystyczne
– żółty szlak od przystanku i parkingu Biała Woda przy Drodze Wolności pomiędzy Matlarami a Kieżmarskimi Żłobami i prowadzący przez Zbójnicką Polanę i Rzeżuchową Polanę wzdłuż Białej Wody Kieżmarskiej aż nad Zielony Staw Kieżmarski, a stamtąd Doliną Jagnięcą na Jagnięcy Szczyt.
- Czas przejścia od Drogi Wolności do schroniska nad Zielonym Stawem: 2:55 h, ↓ 2:30 h
- Czas przejścia ze schroniska na Jagnięcy Szczyt: 2:30 h, ↓ 2 h

  – niebieski szlak z Matlar przez Rzeżuchową Polanę do Doliny Białych Stawów nad Wielki Biały Staw i stamtąd przez Wyżnią Przełęcz pod Kopą na Przełęcz pod Kopą.
- Czas przejścia z Matlar nad Wielki Biały Staw: 3:30 h, ↓ 2:45 h
- Czas przejścia znad stawu na Przełęcz pod Kopą: 45 min, ↓ 35 min